# Cerimônia de abertura da Universíada de Verão de 2013
A cerimônia de abertura da Universíada de Verão de 2013 foi realizada em 6 de julho de 2013 no Kazan Arena em Cazã, república do Tartaristão, na Rússia.